# LLDPE

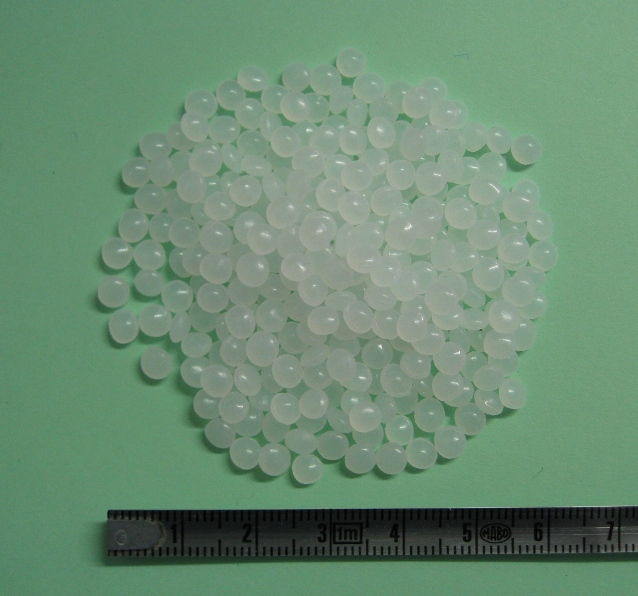
LLDPE-korrels

Lineair lagedichtheidpolyethyleen (LLDPE) wordt gemaakt via dezelfde metaal-gekatalyseerde reactie als HDPE, maar er worden opzettelijk zijketens gevormd door toevoegen van 1-alkenen (bijvoorbeeld 1-buteen). Deze zijketens zijn wel van gecontroleerde lengte in tegenstelling tot de onregelmatige LDPE. Door deze zijketens zakt de dichtheid en de kristalliniteit. LLDPE is sterker en steviger dan LDPE maar is ook goedkoper omdat er gewerkt kan worden bij lagere drukken en temperaturen.
De Engelse term is Linear low-density polyethylene (LLDPE).